# Rod Strachan
Pour les articles homonymes, voir Strachan.
Rodney Strachan dit Rod Strachan, né le 16 octobre 1955 à Santa Monica, est un nageur américain.

## Biographie
Aux Jeux olympiques d'été de 1976 à Montréal, Rod Strachan remporte la médaille d'or en finale du 400 mètres quatre nages.